# Konjsko, Sevnica
Konjsko este o localitate din comuna Sevnica, Slovenia, cu o populație de 72 de locuitori.